# Neuhof (bei Fulda)

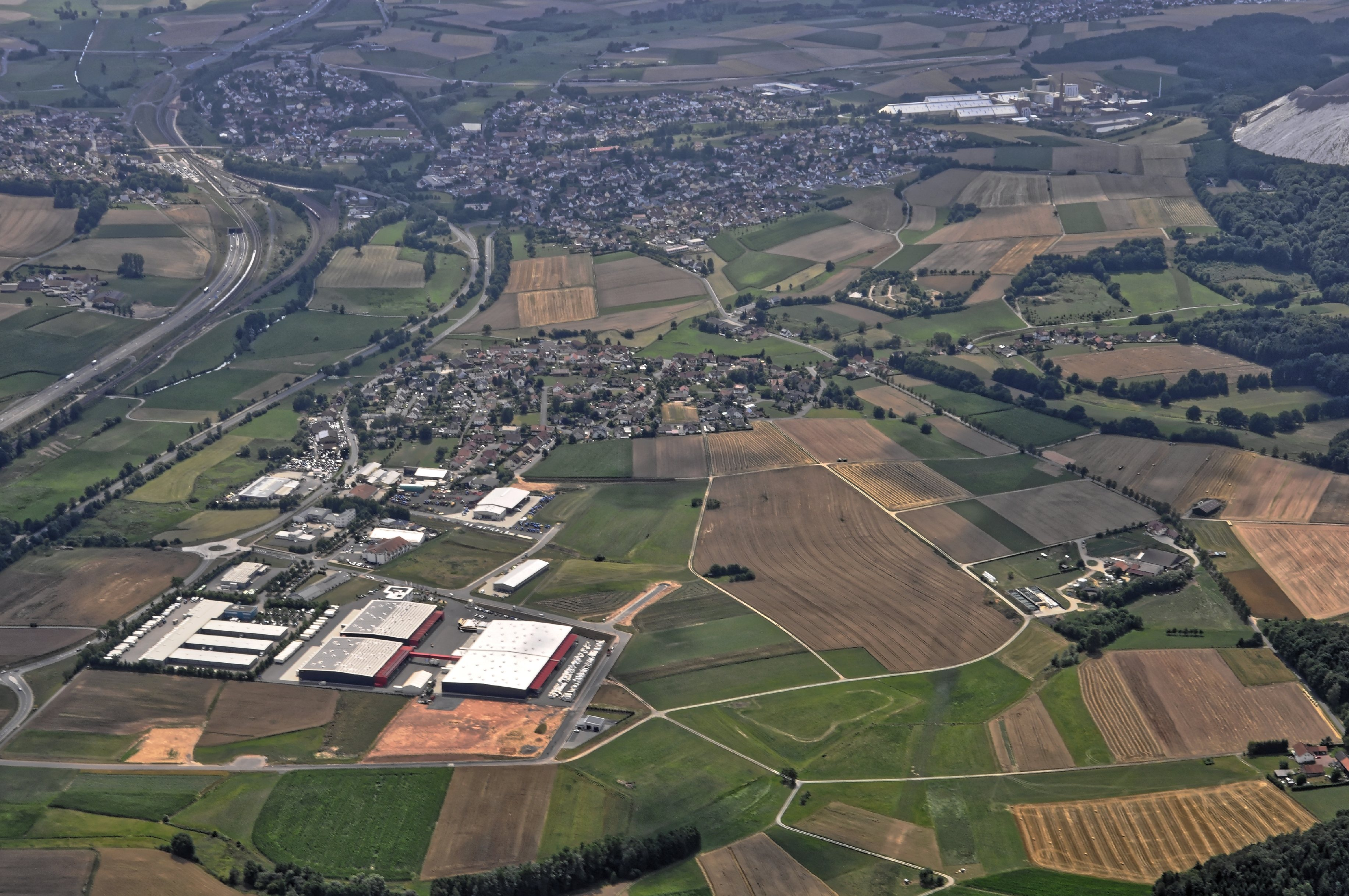
Blick auf Neuhof von Norden: Dorfborn mit Gewerbegebiet (im Vordergrund) und dem Kernort Neuhof mit Kaliwerk sowie dem Haldenfuß des Monte Kali (hinten).

Neuhof ist eine Gemeinde im osthessischen Landkreis Fulda und traditionell der zusammenfassende Name für die drei Dörfer bzw. heutigen Gemeindeteile Ellers, Neustadt und Opperz.
In Neuhof befindet sich das Kaliwerk Neuhof-Ellers. Mit ca. 750 Beschäftigten gehört es zu den größten Arbeitgebern der Region Fulda.

## Geographie

### Geographische Lage
Der namengebende Hauptort der Gemeinde liegt im Fliedetal zwischen den Mittelgebirgen Rhön im Osten und Vogelsberg im Westen, etwa 15 Kilometer südwestlich der Kreisstadt Fulda.

### Nachbargemeinden
Die Gemeinde Neuhof grenzt im Norden an die Gemeinde Großenlüder und die Stadt Fulda sowie im Osten an die Gemeinde Eichenzell. Im Südosten liegt die Gemeinde Kalbach, im Süden die Gemeinde Flieden (alle im Landkreis Fulda) und im Südwesten die Stadt Steinau an der Straße (Main-Kinzig-Kreis). Im Westen befinden sich die zum Vogelsbergkreis gehörenden Gemeinden Freiensteinau und Grebenhain. Im Nordwesten ist die Gemeinde Hosenfeld (Landkreis Fulda) gelegen.

### Gemeindegliederung
Neuhof (bestehend aus den Gemeindeteilen Ellers, Neustadt und Opperz) ist Hauptort der gleichnamigen Großgemeinde. Daneben umfasst die Gemeinde die Ortsteile Dorfborn, Giesel, Hattenhof, Hauswurz, Kauppen, Rommerz und Tiefengruben.
Mit 10.906 Einwohnern (Stand: 30. Juni 2016) ist Neuhof nach Künzell, Petersberg und Eichenzell die viertgrößte Gemeinde im Landkreis Fulda. Die Einwohnerzahlen verteilen sich auf die einzelnen Ortsteile wie folgt (Zahlen gemäß Gemeindeverwaltung Neuhof):
| Ortsteil                             | Einwohner | Einwohner |
| ------------------------------------ | --------- | --------- |
| Neuhof (Ellers, Neustadt und Opperz) | 5.025     | 46,1 %    |
| Rommerz                              | 1.685     | 15,5 %    |
| Hattenhof                            | 1.484     | 13,6 %    |
| Giesel                               | 975       | 8,9 %     |
| Hauswurz                             | 907       | 8,3 %     |
| Dorfborn (mit Kahlberg)              | 601       | 5,5 %     |
| Tiefengruben                         | 146       | 1,3 %     |
| Kauppen                              | 83        | 0,8 %     |
| gesamt                               | 10.906    | 100 %     |

### Weiler

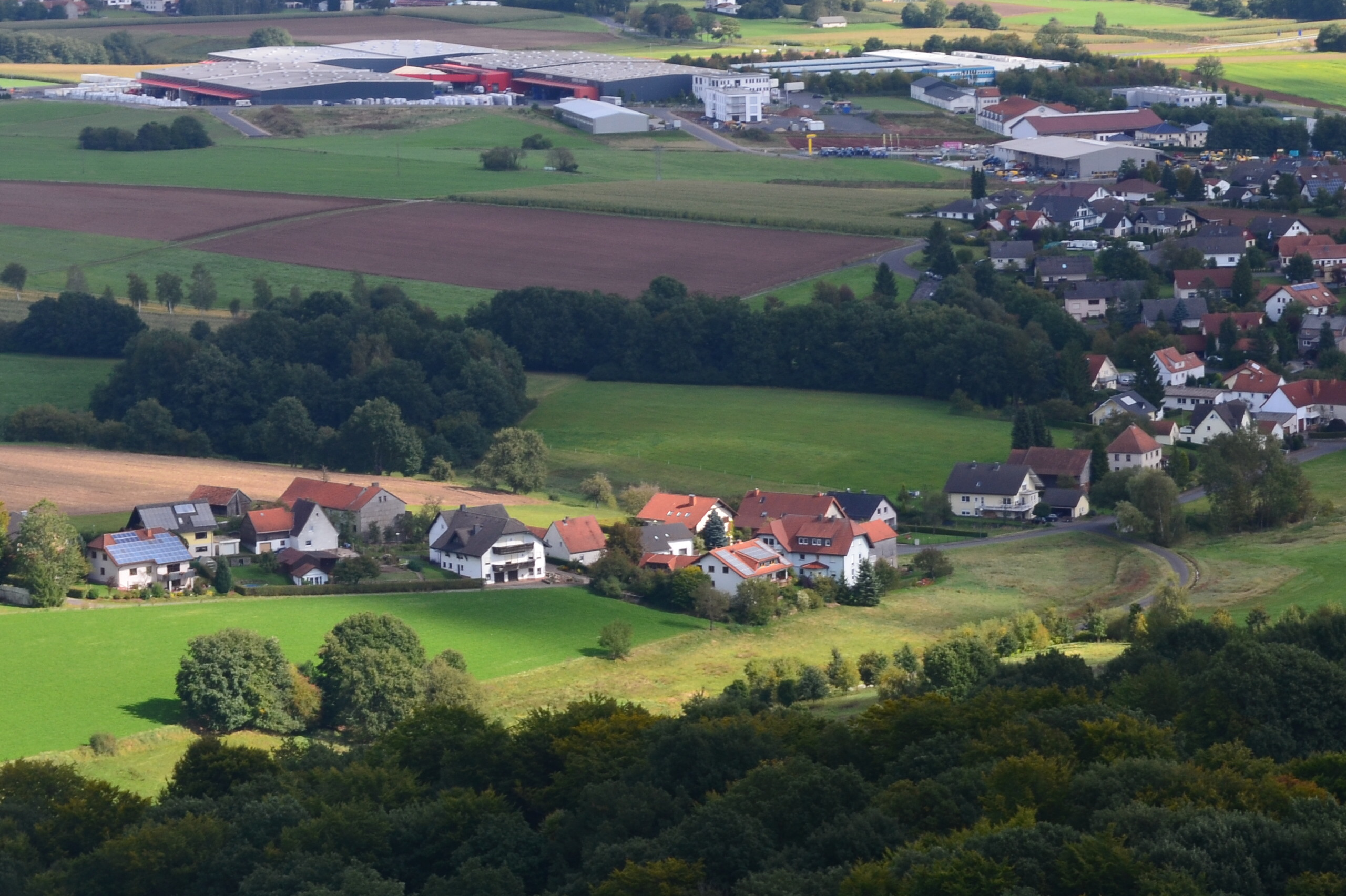
Blick vom Kaliberg Neuhof auf den Weiler Kahlberg im Vordergrund und Beginn der Ortslage von Dorfborn (Bildmitte rechts) mit dem Gewerbegebiet Neuhof Nord im Hintergrund.

Zum Hauptort Neuhof (Gemeindeteil Opperz) zählt der etwa zwei Kilometer südwestlich des Gemeindeteils Opperz gelegene Weiler Erlenhof an der Kreisstraße 80 Richtung Flieden-Schweben.
Zur Gemarkung Neuhof (Gemeindeteil Ellers) zählt weiterhin der einen Kilometer nordwestlich der Ortsmitte von Dorfborn gelegene Weiler Kahlberg.
Kahlberg, früher ein Ortsteil von Ellers, war aufgrund seiner räumlichen Nähe eng mit Dorfborn verbunden. Heute ist Kahlberg mit Dorfborn zusammengewachsen, gehört jedoch weiterhin zur Gemarkung Neuhof. Der Weiler wird lediglich sichtbar durch die Alte Heerstraße, die auch gleichzeitig Gemarkungsgrenze bei Dorfborn ist und die Gemarkung Dorfborn von Neuhof trennt.
Zur Gemarkung Dorfborn zählen schließlich die etwa zwei Kilometer nordöstlich der Ortsmitte gelegenen Bilandshöfe als Weiler oder Einzelhöfe.

### Grenzverlauf
Das einzige hessische Regierungsbezirksdreieck der Regierungsbezirke Darmstadt, Gießen und Kassel befindet sich im Südwesten von Kauppen. Die Grenze verläuft direkt am dortigen Flurgebiet Schrämmswiesen und grenzt an das in der Gemarkung von Weidenau befindliche Freiensteinauer Flurgebiet „In den Hecken“ und an das Flurgebiet Schabelenzwiese, das zum Stadtteil Hintersteinau der Stadt Steinau an der Straße gehört.

## Geschichte

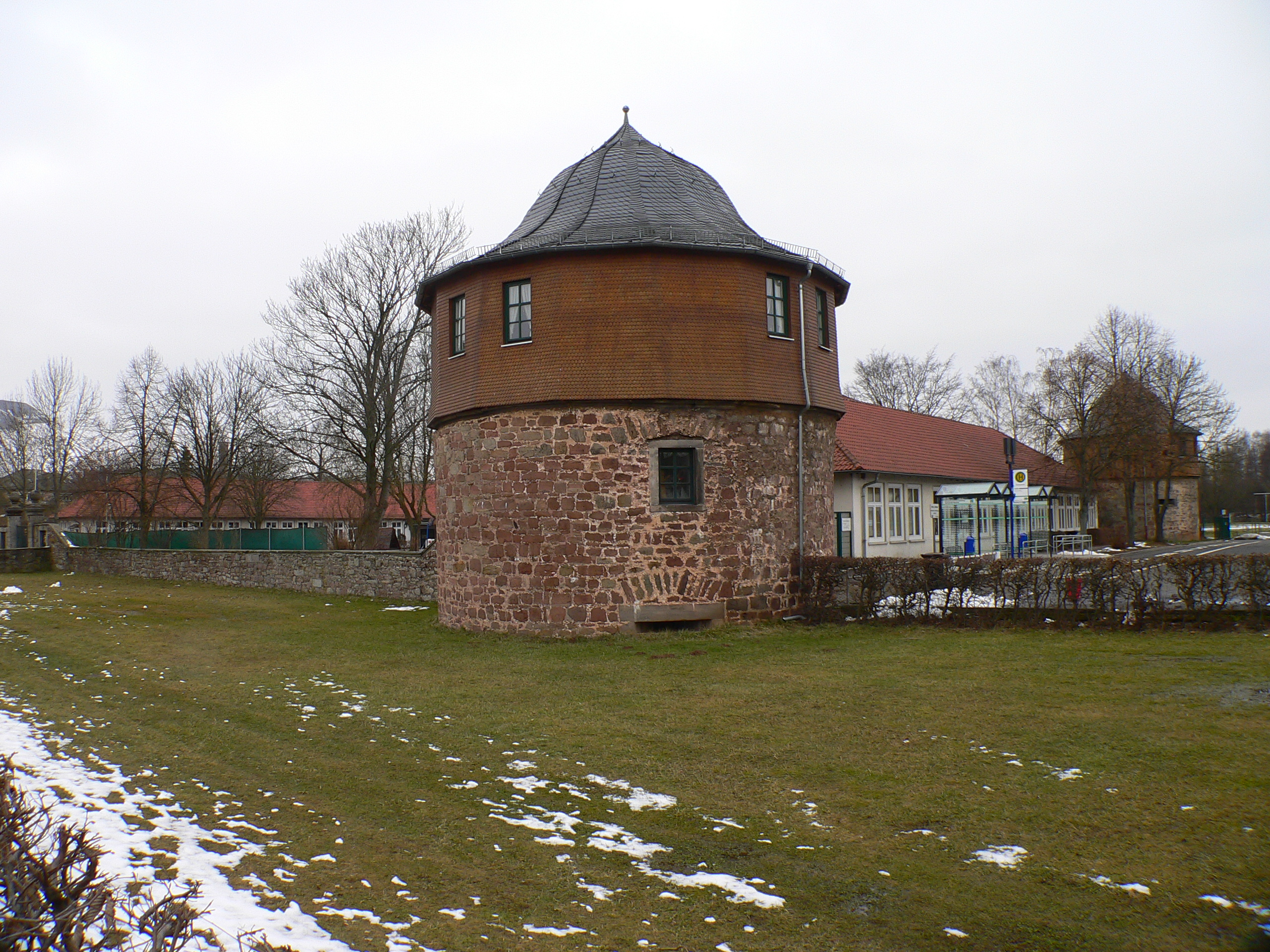
Eckbastion von Schloss Neuhof

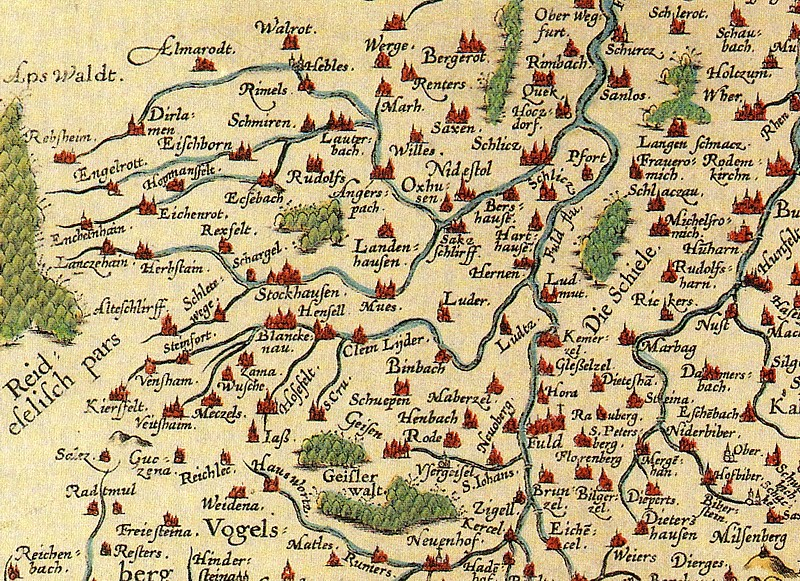
Lage von Neuhof (Neuenhof) auf einer Kartes des Hochstifts Fulda von 1574

### Mittelalter und frühe Neuzeit

#### Überblick
Die Gemeinde Neuhof kann auf eine mehr als tausendjährige Geschichte zurückblicken. Mit dem heutigen Gemeindeteil Neustadt erfolgte im Jahr 956 die erste urkundliche Erwähnung einer Ansiedlung. Der Gemeindeteil Ellers wurde erstmals 1165 als Elderiches erwähnt.
Der Name Neuhof (lateinisch Nova Curia, mhd. Nuwenhof) wurde 1239 zum ersten Mal genannt. Er stammt von der Adelsfamilie von Neuhof (lat. de nova curia) bzw. von dem gleichnamigen Wasserschloss der Fuldaer Fürstäbte, das ursprünglich als Burg errichtet wurde. Einzelne Vertreter der Familie von Neuhof waren vermutlich Burgmannen. Um das Jahr 1250 ließ Fürstabt Heinrich IV. von Erthal (1249–1261) das Schloss Neuhof mit neuen Mauern, Zäunen und Gräben befestigen.
Neben Neustadt und Ellers entstand in der Nähe des Schlosses die Siedlung Opperz (erstmals 1326 erwähnt). Das Wasserschloss wurde allmählich Mittelpunkt eines Verwaltungsbezirks im alten Gericht Flieden. Besonders in Zeiten, als in Fulda die Pest herrschte (beispielsweise in den Jahren 1597 und 1611), zogen sich Regierung und Kanzlei des Hochstifts Fulda auf das Schloss Neuhof zurück.

#### Historische Straßen

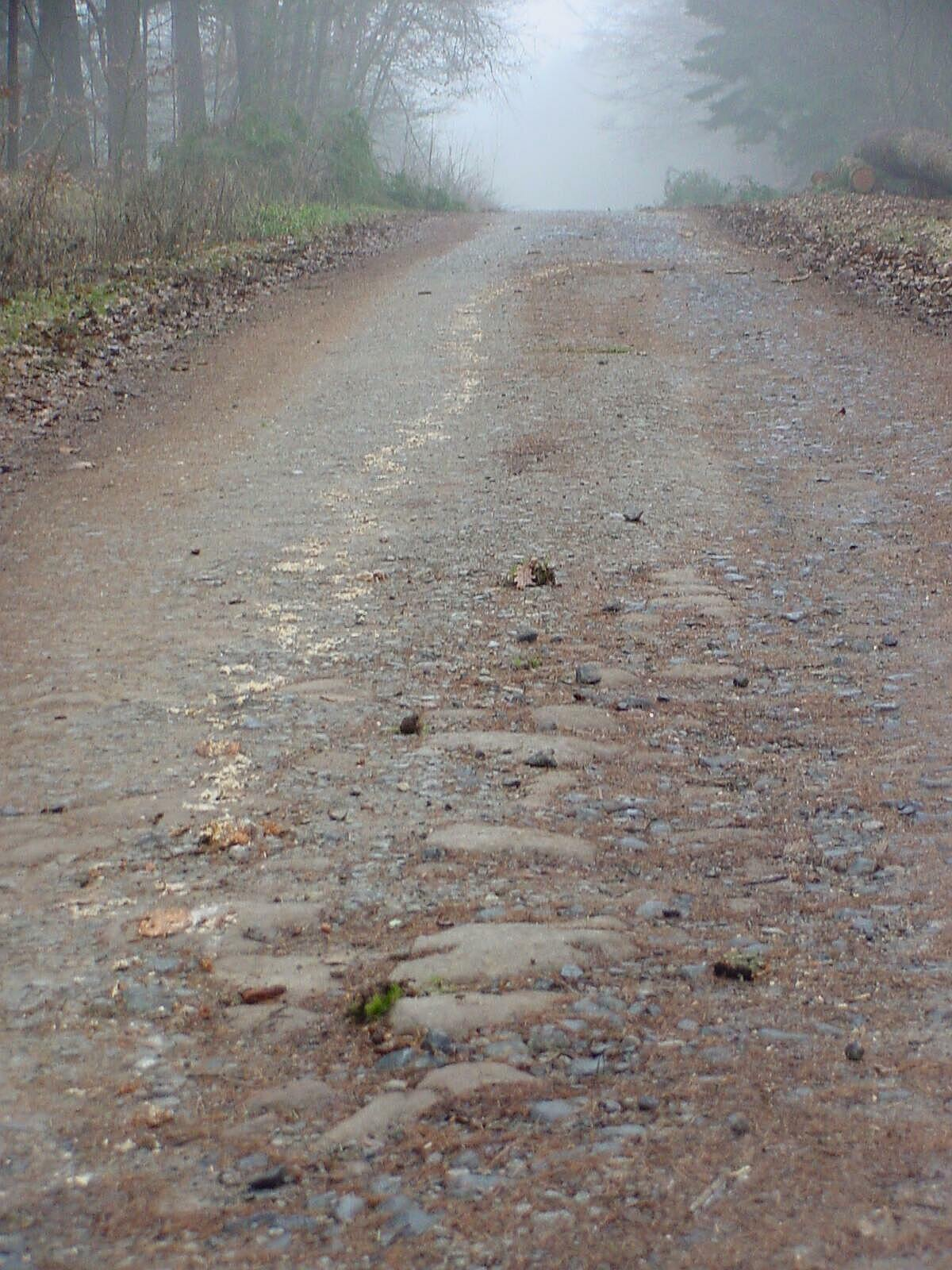
Alte Heerstraße zwischen Neuhof-Ellers und Fulda mit sichtbarem altem Pflasterbelag

Die Ortsteile der heutigen Gemeinde Neuhof lagen im Mittelalter an der Wegkreuzung der beiden Altstraßen Via Regia (alte Königsstraße oder Reichsstraße von Frankfurt am Main nach Leipzig, auch Alte Heerstraße genannt) und Antsanvia (Handelsstraße von Mainz nach Eisenach, auch Alte Straß genannt).
Entlang der Via Regia zwischen Fulda und Frankfurt am Main verlief zudem ein Jakobsweg. An den Verlauf der Via Regia erinnern heute entsprechende Hinweisschilder mit der Aufschrift „Des Reiches Straße“.

### 19. Jahrhundert
Mit dem Friedensvertrag zwischen Frankreich und dem Heiligen Römischen Reich unter dem römisch-deutschen Kaiser Franz II. von Luneville 1801 wurde von Napoleon die Säkularisation in Deutschland eingeleitet und die geistlichen Gebiete weltlichen Fürsten zugeteilt. Daher ging die selbständige Fürstabtei Fulda und die dazugehörigen Gebiete wie viele andere 1803 an Wilhelm von Nassau-Oranien. Damit verlor auch Neuhof seine Rechte und Pflichten gegenüber Fulda. 1806 trat Nassau-Oranien dem von Napoleon und Frankreich gewünschten Rheinbund nicht bei, daher kam das Fürstbistum Fulda unter die Schutzherrschaft von Napoleon, der 1810 das Großherzogtum Frankfurt bildete, dem neben anderen Städten und Fürstbistümern auch Fulda unter dem Fürstprimas Karl Theodor von Dalberg angehörte. In den Nachfolgejahren wurde die erste kommunale Selbstverwaltung auch in den Dörfern im Landkreis aufgebaut. An deren Spitze stand zunächst der französische Ortsmaire, Schultheiß und Bürgermeister. 1816 fiel das Fuldaer Gebiet an Kurhessen-Kassel und 1866 an Preußen. Es gab nach 1806 keinen Kaiser mehr. Das ehemalige Fürstbistum Fulda kam 1816 als Großherzogtum Fulda zur Landgrafschaft Hessen-Kassel und wurde 1868 die preußische Provinz Hessen-Nassau.

### 20. Jahrhundert

#### Entstehung der Gemeinde Neuhof
Der Hauptort der Gemeinde Neuhof wurde mit Verfügung des Kasseler Regierungspräsidenten vom 15. November 1928 aus den vormals selbstständigen Gemeinden Ellers, Neustadt und Opperz gebildet.

#### Gebietsreform in Hessen
Zum 1. Januar 1972 wurden im Zuge der Gebietsreform in Hessen die bis dahin ebenfalls selbstständigen Gemeinden Dorfborn, Giesel, Kauppen und Tiefengruben in die Gemeinde Neuhof eingegliedert und bildeten die neu Großgemeinde Neuhof. Durch Landesgesetz kamen mit Wirkung vom 1. August 1972 noch Hattenhof, Hauswurz und Rommerz hinzu. Für alle durch Gebietsreform zusammengeschlossenen ehemaligen Gemeinde wurde je ein Ortsbezirk gebildet.

### Verwaltungsgeschichte im Überblick
Die folgende Liste zeigt die Staaten und Verwaltungseinheiten, denen Neuhof angehört(e):
- vor 1803: Heiliges Römisches Reich, Fürstabtei Fulda, Oberamt Neuhof
- ab 1803: Heiliges Römisches Reich, Fürstentum Nassau-Oranien-Fulda, Amt Neuhof[Anm. 2]
- 1806–1810: Kaiserreich Frankreich,[Anm. 3] Fürstentum Fulda, Amt Neuhof (Militärverwaltung)
- 1810–1813: Großherzogtum Frankfurt, Departement Fulda, Distrikt Neuhof
- ab 1816: Kurfürstentum Hessen,[Anm. 4] Provinz Fulda, Amt Neuhof[13]
- ab 1821/22: Kurfürstentum Hessen, Provinz Hanau, Kreis Fulda[14][Anm. 5]
- ab 1848: Kurfürstentum Hessen, Bezirk Fulda
- ab 1851: Kurfürstentum Hessen, Provinz Hanau, Kreis Fulda
- ab 1867: Königreich Preußen,[Anm. 6] Provinz Hessen-Nassau, Regierungsbezirk Kassel, Kreis Fulda
- ab 1871: Deutsches Reich,[Anm. 7] Königreich Preußen, Provinz Hessen-Nassau, Regierungsbezirk Kassel, Kreis Fulda
- ab 1918: Deutsches Reich, Freistaat Preußen,[Anm. 8] Provinz Hessen-Nassau, Regierungsbezirk Kassel, Kreis Fulda
- ab 1944: Deutsches Reich, Freistaat Preußen, Provinz Kurhessen, Landkreis Fulda
- ab 1945: Deutsches Reich, Amerikanische Besatzungszone,[Anm. 9] Groß-Hessen, Regierungsbezirk Kassel, Landkreis Fulda
- ab 1946: Deutsches Reich, Amerikanische Besatzungszone, Hessen, Regierungsbezirk Kassel, Landkreis Fulda
- ab 1949: Bundesrepublik Deutschland, Hessen, Regierungsbezirk Kassel, Landkreis Fulda

## Bevölkerung

### Einwohnerstruktur 2011/2022
Nach den Erhebungen des Zensus 2011/Zensus 2022 lebten am Stichtag, dem 9. Mai 2011 / 15. Mai 2022, in Neuhof 10.784/10.741 Einwohner. Nach dem Lebensalter waren 1949/1755 Einwohner unter 18 Jahren, 4492/3995 zwischen 18 und 49, 2153/2549 zwischen 50 und 64 und 2186/2447 Einwohner waren älter./ Unter den Einwohnern waren 223/772 (2,3 %) / (7,2 %) Ausländer, von denen 77/424 aus dem EU-Ausland, 78/187 aus anderen europäischen Ländern und 64/161 aus anderen Staaten kamen./ Von den deutschen Einwohnern hatten 8,3 % / 10,3 % einen Migrationshintergrund./ Die Einwohner lebten in 4692/3079 Haushalten. Davon waren 1396/? Singlehaushalte, 1357/1439 Paare ohne Kinder und 1420/1266 Paare mit Kindern, sowie 407/380 Alleinerziehende und 113/? Wohngemeinschaften./ In 1057/553 Haushalten lebten ausschließlich Senioren und in 3193/2035 Haushaltungen leben keine Senioren./

### Einwohnerentwicklung
| • 1812: | 49 Feuerstellen, 354 Seelen |

| Neuhof: Einwohnerzahlen von 1812 bis 2020 | Neuhof: Einwohnerzahlen von 1812 bis 2020 | Neuhof: Einwohnerzahlen von 1812 bis 2020 | Neuhof: Einwohnerzahlen von 1812 bis 2020 | Neuhof: Einwohnerzahlen von 1812 bis 2020 |
| --- | ----------------------------------------- | ----------------------------------------- | ----------------------------------------- | ----------------------------------------- |
| Jahr |                                           |                                           |                                           | Einwohner                                 |
| 1812 | 1812                                      |                                           | 354                                       | 354                                       |
| 1834 | 1834                                      |                                           | 1.705                                     | 1.705                                     |
| 1840 | 1840                                      |                                           | 1.731                                     | 1.731                                     |
| 1846 | 1846                                      |                                           | 1.823                                     | 1.823                                     |
| 1852 | 1852                                      |                                           | 1.771                                     | 1.771                                     |
| 1858 | 1858                                      |                                           | 1.832                                     | 1.832                                     |
| 1864 | 1864                                      |                                           | 1.902                                     | 1.902                                     |
| 1871 | 1871                                      |                                           | 1.583                                     | 1.583                                     |
| 1875 | 1875                                      |                                           | 1.619                                     | 1.619                                     |
| 1885 | 1885                                      |                                           | 1.586                                     | 1.586                                     |
| 1895 | 1895                                      |                                           | 1.583                                     | 1.583                                     |
| 1905 | 1905                                      |                                           | 1.984                                     | 1.984                                     |
| 1910 | 1910                                      |                                           | 2.272                                     | 2.272                                     |
| 1925 | 1925                                      |                                           | 2.525                                     | 2.525                                     |
| 1939 | 1939                                      |                                           | 2.851                                     | 2.851                                     |
| 1946 | 1946                                      |                                           | 3.658                                     | 3.658                                     |
| 1950 | 1950                                      |                                           | 3.824                                     | 3.824                                     |
| 1956 | 1956                                      |                                           | 4.081                                     | 4.081                                     |
| 1961 | 1961                                      |                                           | 4.314                                     | 4.314                                     |
| 1967 | 1967                                      |                                           | 4.710                                     | 4.710                                     |
| 1970 | 1970                                      |                                           | 4.776                                     | 4.776                                     |
| 1973 | 1973                                      |                                           | 10.066                                    | 10.066                                    |
| 1975 | 1975                                      |                                           | 10.119                                    | 10.119                                    |
| 1980 | 1980                                      |                                           | 10.355                                    | 10.355                                    |
| 1985 | 1985                                      |                                           | 10.485                                    | 10.485                                    |
| 1990 | 1990                                      |                                           | 10.651                                    | 10.651                                    |
| 1995 | 1995                                      |                                           | 11.484                                    | 11.484                                    |
| 2000 | 2000                                      |                                           | 11.542                                    | 11.542                                    |
| 2005 | 2005                                      |                                           | 11.279                                    | 11.279                                    |
| 2010 | 2010                                      |                                           | 10.880                                    | 10.880                                    |
| 2015 | 2015                                      |                                           | 10.838                                    | 10.838                                    |
| 2020 | 2020                                      |                                           | 10.861                                    | 10.861                                    |
| Datenquelle: Historisches Gemeindeverzeichnis für Hessen: Die Bevölkerung der Gemeinden 1834 bis 1967. Wiesbaden: Hessisches Statistisches Landesamt, 1968. Weitere Quellen: LAGIS; Hessisches Statistisches Informationssystem; Zensus 2011; Zensus 2022 Nach 1970 einschließlich der im Zuge der Gebietsreform in Hessen eingegliederten Orte. |                                           |                                           |                                           |                                           |

## Religion

### Katholische Kirche
Das Gebiet der politischen Gemeinde Neuhof umfasst fünf katholische Pfarreien, die wiederum drei Dekanaten bzw. vier Pastoralverbünden im Bistum Fulda zugeordnet sind:
| Pfarrei               | Ortsteil(e) / Kirchen / Filialkirchen                                                                  | Dekanat                    | Pastoralverbund |
| --------------------- | --- | -------------------------- | --- |
| St. Michael           | St. Michael in Neuhof (Opperz), St. Josef in Dorfborn und Maria Unbefleckte Empfängnis in Tiefengruben | Dekanat Neuhof-Großenlüder | Heiliger Geist Kalbach–Neuhof |
| Mariä Himmelfahrt     | Mariä Himmelfahrt in Rommerz                                                                           | Dekanat Neuhof-Großenlüder | Heiliger Geist Kalbach–Neuhof |
| St. Bartholomäus      | St. Bartholomäus in Hauswurz                                                                           | Dekanat Neuhof-Großenlüder | Christus Erlöser Flieden–Hauswurz |

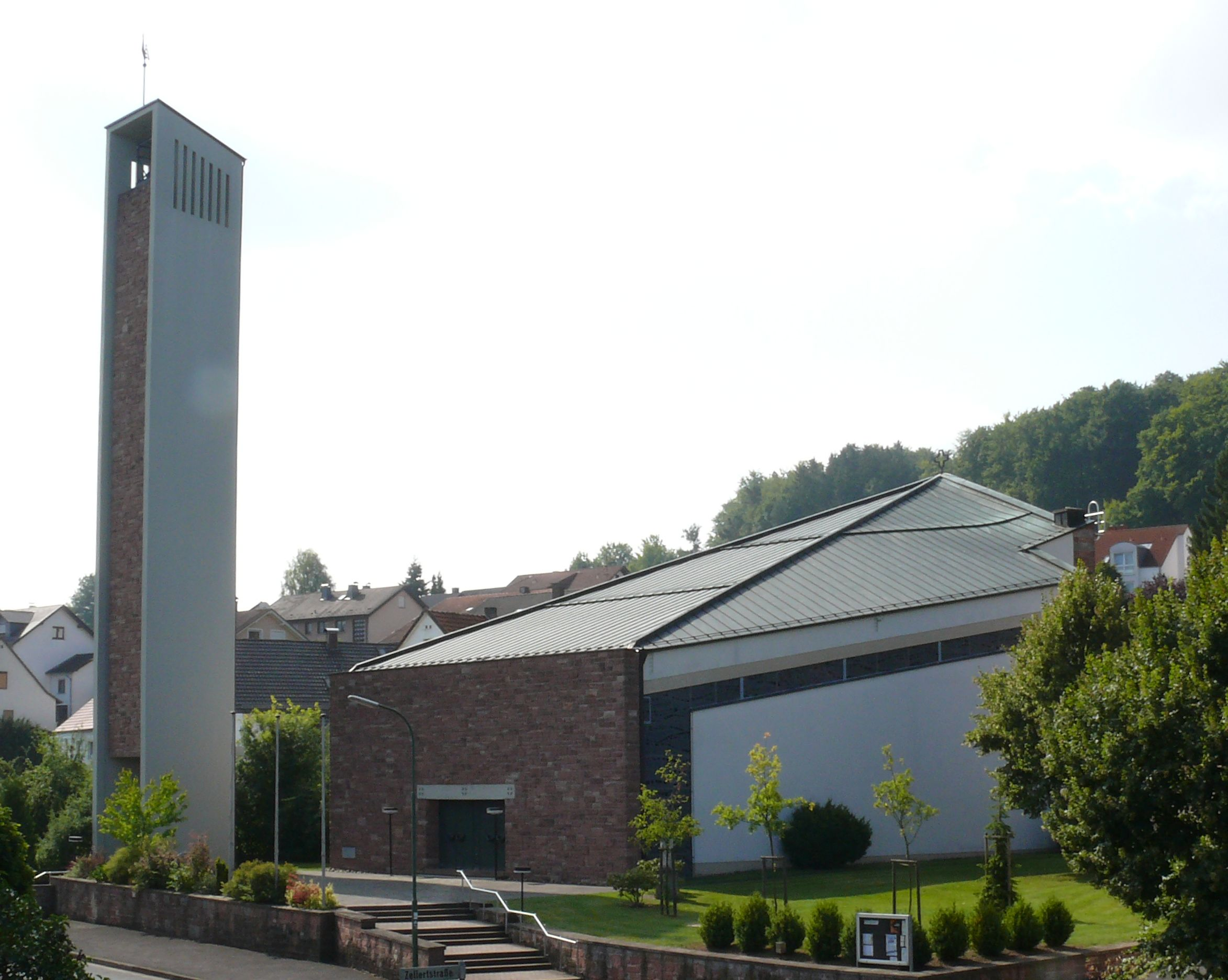
Moderne Katholische Filialkirche St. Laurentius im Ortsteil Giesel von 1962 die seit 1. Januar 2021 zur Pfarrei St. Martin, Fulda-West zählt

| St. Laurentius        | St. Laurentius in Giesel                                                                               | Dekanat Fulda              | St. Antonius von Padua Fulda-West Mit Wirkung zum 1. Januar 2021 wurden die Gemeinden des ehemaligen Pastoralverbundes durch Bischof Michael Gerber zur neuen Pfarrei St. Martin, Fulda zusammengeschlossen. |
| St. Kosmas und Damian | St. Kosmas und Damian in Hattenhof                                                                     | Dekant Rhön                | St. Marien Eichenzell |

Im Hauptort Neuhof besteht die zum Dekanat Neuhof–Großenlüder bzw. Pastoralverbund Heiliger Geist Kalbach–Neuhof zählende katholische Pfarrei St. Michael.
Sie umfasst die Pfarrkirche St. Michael und ein Pfarrzentrum im Gemeindeteil Opperz. 1963 war die Filialkirche St. Barbara im Gemeindeteil Ellers errichtet worden, die nach 55 Jahren am 28. Oktober 2018 aufgegeben und profaniert wurde. Die finanzielle Situation und der Rückgang der Kirchenbesucherzahlen hatten die Entscheidung der Kirchengemeinde beeinflusst. Zudem gab es seit Jahren keine funktionierende Heizung mehr, das Dach war undicht und mittlerweile ist auch die Empore einsturzgefährdet. Die baulichen Mängel der Kirche drängten die Kirchengemeinde zu diesem Schritt.
Ebenfalls zur Pfarrei St. Michael gehören die Filialkirchen St. Josef der Arbeiter in Dorfborn und die Kapelle St. Maria Unbefleckte Empfängnis in Tiefengruben. Zu Pfarrei zählen rund 4.400 Katholiken. Das entspricht etwa 77 Prozent der Bevölkerung.
Zum selben Dekanat und Pastoralverbund zählt außerdem die katholische Pfarrei Mariä Himmelfahrt in Rommerz, die seit 2005 von der Pfarrei St. Michael im Hauptort Neuhof seelsorgerisch betreut und mitverwaltet wird.
Das Dekanat Neuhof–Großenlüder umfasst auch die katholische Pfarrei St. Bartholomäus in Hauswurz. Sie wird seit 2017 ebenfalls von der Pfarrei St. Michael in Neuhof seelsorgerisch betreut und mitverwaltet.
Weiterhin gibt es die zur Gemeinde Neuhof zählende und dem Dekanat Fulda bzw. Pastoralverbund St. Antonius von Padua Fulda-West zugeordnete katholische Pfarrei St. Laurentius in Giesel, die seit 2012 von der Pfarrei St. Markus in Fulda-Haimbach seelsorgerisch betreut und mitverwaltet wird, sowie die zum Dekanat Rhön bzw. Pastoralverbund St. Marien Eichenzell zählende Pfarrei St. Cosmas und Damian in Hattenhof.
Die frühere Gieseler Filialgemeinde Mariä Geburt in Fulda-Istergiesel wurde 2006 dem Dekanat Fulda bzw. Pastoralverbund Johannesberg zugeordnet. Die seelsorgerische Betreuung und Mitverwaltung wird seither von der Pfarrei St. Johannes der Täufer in Fulda-Johannesberg sichergestellt.

### Evangelische Kirche
In Neuhof besteht eine evangelische Kirchengemeinde mit einer Pfarrkirche und einem Jugendheim im Gemeindeteil Ellers, einem Gemeindehaus in Rommerz sowie einer Filialkirche in der Nachbargemeinde Flieden.
| Kirchengemeinde                | Ortsteil(e)                                      | Kirchenkreis | Landeskirche                              |
| ------------------------------ | ------------------------------------------------ | ------------ | ----------------------------------------- |
| Kirchengemeinde Neuhof-Flieden | alle Ortsteile der Gemeinden Neuhof und Flieden. | Fulda        | Evangelische Kirche von Kurhessen-Waldeck |

### Ehemalige jüdische Gemeinde
Bis 1938 gab es in Neuhof eine jüdische Gemeinde mit einer Synagoge (eingeweiht 1876) in der heutigen Marktstraße (damals Frankfurter Straße) im Gemeindeteil Neustadt. Ihre Entstehung geht nachweislich bis auf das Jahr 1563 zurück. Zur Gemeinde gehörten die in Neuhof lebenden jüdischen Bürger.
In der Reichspogromnacht vom 9. auf den 10. November 1938 wurde die Synagoge geschändet und die Inneneinrichtung zerstört. Das Gebäude wurde nicht angezündet. In Neuhof lebten damals 48 Juden. Im Laufe des Jahres 1942 wurden die noch verbliebenen jüdischen Bürger aus Neuhof deportiert.
In den letzten Kriegsjahren wurde die ehemalige und leerstehende Synagoge widerrechtlich zu Wohnungen umgebaut. Das Synagogengebäude blieb nach 1945 erhalten, bis 1956 in seiner L-Form. Danach wurde es von Privatpersonen gekauft, die es durch An- und Umbauten äußerlich stark veränderten und dabei als ehemalige Synagoge unkenntlich machten. Als Ergebnis der An- und Umbauten befindet sich an dieser Stelle ein langgestrecktes Wohn- und Geschäftshaus in Privatbesitz.
Trotz der Umbauten ist die Bausubstanz des ehemaligen Synagogengebäudes derzeit noch zu etwa 80 Prozent erhalten. Das ehemalige Ritualbad (Mikwe) wurde bei Renovierungsarbeiten im Jahr 2008 aufgrund einer Bauzeichnung des Fuldaer Bauinspektors Friedrich Hoffmann geortet und zum Teil wieder freigelegt. Eine Hinweis- oder Gedenktafel ist nicht vorhanden.
Der 1905 angelegte jüdische Friedhof in der Gemarkung Flieden oberhalb der Landesstraße zwischen Neuhof und Flieden (ehemalige Bundesstraße 40) ist bis heute erhalten.

### Religionsstatistik
| • 1961: | 665 evangelische (= 15,51 %), 3607 katholische (= 83,61 %) Einwohner                          |
| • 1987: | 1128 evangelische (= 11,3 %), 8540 katholische (= 85,3 %), 343 sonstige (= 3,4 %) Einwohner   |
| • 2011: | 1650 evangelische (= 15,3 %), 8010 katholische (= 74,3 %), 1120 sonstige (= 10,4 %) Einwohner |
| • 2022: | 1520 evangelische (= 14,2 %), 6767 katholische (= 63,0 %), 2453 sonstige (= 22,8 %) Einwohner |

## Politik

### Gemeindevertretung
Die Gemeindevertretung Neuhof besteht aus 37 Mitgliedern. Die Kommunalwahl am 14. März 2021 lieferte folgendes Ergebnis, in Vergleich gesetzt zu früheren Kommunalwahlen:
| Sitzverteilung in der Gemeindevertretung 2021Insgesamt 37 Sitze - SPD: 5 - Grüne: 4 - BLN: 6 - CDU: 19 - AfD: 3 | Parteien und Wählergemeinschaften | Parteien und Wählergemeinschaften           | % 2021 | Sitze 2021 | % 2016 | Sitze 2016 | % 2011 | Sitze 2011 | % 2006 | Sitze 2006 | % 2001 | Sitze 2001 |
| Sitzverteilung in der Gemeindevertretung 2021Insgesamt 37 Sitze - SPD: 5 - Grüne: 4 - BLN: 6 - CDU: 19 - AfD: 3 | CDU                               | Christlich Demokratische Union Deutschlands | 50,4   | 19         | 52,7   | 19         | 59,8   | 22         | 71,6   | 27         | 63,0   | 23         |
| Sitzverteilung in der Gemeindevertretung 2021Insgesamt 37 Sitze - SPD: 5 - Grüne: 4 - BLN: 6 - CDU: 19 - AfD: 3 | SPD                               | Sozialdemokratische Partei Deutschlands     | 12,8   | 5          | 15,6   | 6          | 24,0   | 9          | 28,4   | 10         | 28,5   | 11         |
| Sitzverteilung in der Gemeindevertretung 2021Insgesamt 37 Sitze - SPD: 5 - Grüne: 4 - BLN: 6 - CDU: 19 - AfD: 3 | GRÜNE                             | Bündnis 90/Die Grünen                       | 10,3   | 4          | 8,1    | 3          | 15,1   | 6          | —      | —          | 3,0    | 1          |
| Sitzverteilung in der Gemeindevertretung 2021Insgesamt 37 Sitze - SPD: 5 - Grüne: 4 - BLN: 6 - CDU: 19 - AfD: 3 | BLN                               | Bürgerliste Neuhof                          | 16,6   | 6          | 23,6   | 9          | —      | —          | —      | —          | —      | —          |
| Sitzverteilung in der Gemeindevertretung 2021Insgesamt 37 Sitze - SPD: 5 - Grüne: 4 - BLN: 6 - CDU: 19 - AfD: 3 | LINKE                             | Die Linke                                   | –      | –          | —      | —          | 1,1    | 0          | —      | —          | —      | —          |
| Sitzverteilung in der Gemeindevertretung 2021Insgesamt 37 Sitze - SPD: 5 - Grüne: 4 - BLN: 6 - CDU: 19 - AfD: 3 | CWE                               | Christliche Wähler-Einheit                  | –      | –          | —      | —          | —      | —          | —      | —          | 5,5    | 2          |
| Sitzverteilung in der Gemeindevertretung 2021Insgesamt 37 Sitze - SPD: 5 - Grüne: 4 - BLN: 6 - CDU: 19 - AfD: 3 | AfD                               | Alternative für Deutschland                 | 9,8    | 3          | —      | —          | —      | —          | —      | —          | –      | –          |
| Sitzverteilung in der Gemeindevertretung 2021Insgesamt 37 Sitze - SPD: 5 - Grüne: 4 - BLN: 6 - CDU: 19 - AfD: 3 | Gesamt                            | Gesamt                                      | 100,0  | 37         | 100,0  | 37         | 100,0  | 37         | 100,0  | 37         | 100,0  | 37         |
| Sitzverteilung in der Gemeindevertretung 2021Insgesamt 37 Sitze - SPD: 5 - Grüne: 4 - BLN: 6 - CDU: 19 - AfD: 3 | Wahlbeteiligung                   | Wahlbeteiligung                             | 55,9 % | 55,9 %     | 56,3 % | 56,3 %     | 49,4 % | 49,4 %     | 42,1 % | 42,1 %     | 55,8 % | 55,8 %     |

### Bürgermeister
Nach der hessischen Kommunalverfassung wird der Bürgermeister für eine sechsjährige Amtszeit gewählt, seit dem Jahr 1993 in einer Direktwahl und ist Vorsitzender des Gemeindevorstands, dem in der Gemeinde Neuhof neben dem Bürgermeister ehrenamtlich ein Erster Beigeordneter und fünf weitere Beigeordnete angehören. Bürgermeister ist seit dem 1. Februar 2017 Heiko Stolz (CDU). Er wurde als Nachfolger von Maria Schultheis (CDU), die nach drei Amtszeiten nicht wieder kandidiert hatte, am 18. September 2016 im ersten Wahlgang bei 50,7 Prozent Wahlbeteiligung mit 63,0 Prozent der Stimmen gewählt. Es folgte eine Wiederwahl ohne Gegenkandidaten im September 2022.
Amtszeiten der Bürgermeister
- 2017–2029 Heiko Stolz (CDU)[34]
- 1999–2017 Maria Schultheis (CDU)[35]
- 1984–1998 Martin Hohmann (CDU)
- 1960–1984 Karl Heimüller (CDU)
- 1952–1959 Jakob Schneider
- 1945–1952 August Lotz

### Ortsbeiräte
Gemeinde Neuhof
Für die Ortsteile Dorfborn, Giesel, Hattenhof, Hauswurz, Kauppen, Neuhof, Rommerz und Tiefengruben besteht je ein Ortsbezirk mit Ortsbeirat und Ortsvorsteher, nach Maßgabe der §§ 81 und 82 HGO und des Kommunalwahlgesetzes in der jeweils gültigen Fassung. Die Ortsbezirke entsprechen den Gebieten der ehemaligen Gemeinden.
Die Ortsbeiräte bestehen aus fünf bis neun Mitgliedern. Die Ortsbeiräte werden im Rahmen der Kommunalwahlen gewählt. Der Ortsbeirat wählt eines seiner Mitglieder zum Ortsvorsteher bzw. zur Ortsvorsteherin. Für die Wahlergebnisse siehe die entsprechenden Ortsteile.
Ortsbezirk Neuhof (Kerngemeinde)
Der Ortsbeirat besteht aus neun Mitgliedern. Bei den Kommunalwahlen in Hessen 2021 betrug die Wahlbeteiligung zum Ortsbeirat 54,03 %. Es wurden fünf Mitglieder der CDU und je zwei Mitglieder des Bündnis 90/Die Grünen und der SPD gewählt.
Der Ortsbeirat wählte Rebecca Kreß (CDU) zur Ortsvorsteherin.

### Wappen und Flagge
| Wappen von Neuhof | Blasonierung: „Geteilt von Gold und Schwarz; oben nebeneinander drei ineinanderhängende schwarze Ringe und schräg gekreuzt ein schwarzer Hammer und ein schwarzer Schlägel; unten ein durchgehendes goldenes Kreuz.“ |
| Wappen von Neuhof | Im Hessischen Ortswappenbuch wird das 1953 verliehene Ortswappen dargestellt, das jedoch 1963 mit Genehmigung des Innenministers durch das obige mit anderer Anordnung des Schildinhalts ersetzt wurde. Die drei verflochtenen Ringe erinnern an die 1928 erfolgte Bildung der Gemeinde Neuhof durch Zusammenlegung der bis dahin selbständigen Gemeinden Ellers, Opperz und Neustadt mit dem Forstgutsbezirk Neuhof. Die Bergbaugeräte symbolisieren die ortsansässige Kaliindustrie. Das Kreuz in der unteren Schildhälfte ist das fuldische, wenn auch in anderer Tingierung. |

Flaggenbeschreibung: Quergestreift von Schwarz und Gelb mit Wappen.

## Kultur und Sehenswürdigkeiten

### Bauwerke
Die Wahrzeichen der Gemeinde sind die katholische Pfarrkirche St. Michael im Gemeindeteil Opperz und die vier erhaltenen Türme des ehemaligen Neuhofer Wasserschlosses im Gemeindeteil Neustadt, dessen Hauptgebäude 1958 abgerissen wurde. An seiner Stelle befindet sich heute die Schlossschule (Grundschule Neuhof).
Die Pfarrkirche St. Michael ist eine dreischiffige Pfeilerbasilika. Sie entstand 1831 und wurde von 1909 bis 1911 erweitert. Die Fassade wird von drei Sandsteinfiguren geschmückt. Bemerkenswert ist der zweigeschossige spätgotische Westturm mit Spitzhelm. Er wurde als Wehrkirche mit einer kleinen Kapelle im Erdgeschoss am Friedhof in Opperz errichtet, die 1490 dem Erzengel Michael (Festtag und Patrozinium am 29. September) geweiht wurde.
Das nachbarocke Langhaus der Kirche mit Tonnengewölbe ist einfach gestaltet. Die Ausstattung stammt aus verschiedenen Zeiten. Zu erwähnen sind beispielsweise die spätbarocken Apostelfiguren im Hauptschiff. Der spätgotische Taufstein stammt von 1503.

### Musik
In der Gemeinde Neuhof besteht traditionell ein reges musikalisches Leben sowohl im kirchlichen wie auch im profanen Bereich. Neben der Chorvereinigung Cäcilia (gegründet 1907) und der Jungen Kantorei St. Michael (gegründet 1998) gibt es im Hauptort Neuhof ein Akkordeonorchester, ein Blasorchester und einen Spielmanns- und Fanfarenzug, außerdem ein Blasorchester im Ortsteil Rommerz, jeweils einen Musikverein in den Ortsteilen Giesel, Hattenhof und Hauswurz sowie die deutschlandweit aktive Big Band Vorsicht Gebläse.
Ein eigener Verein zur Förderung junger Musiker kümmert sich um die Belange neuer musikalischer Talente.

### Freizeit und Sport

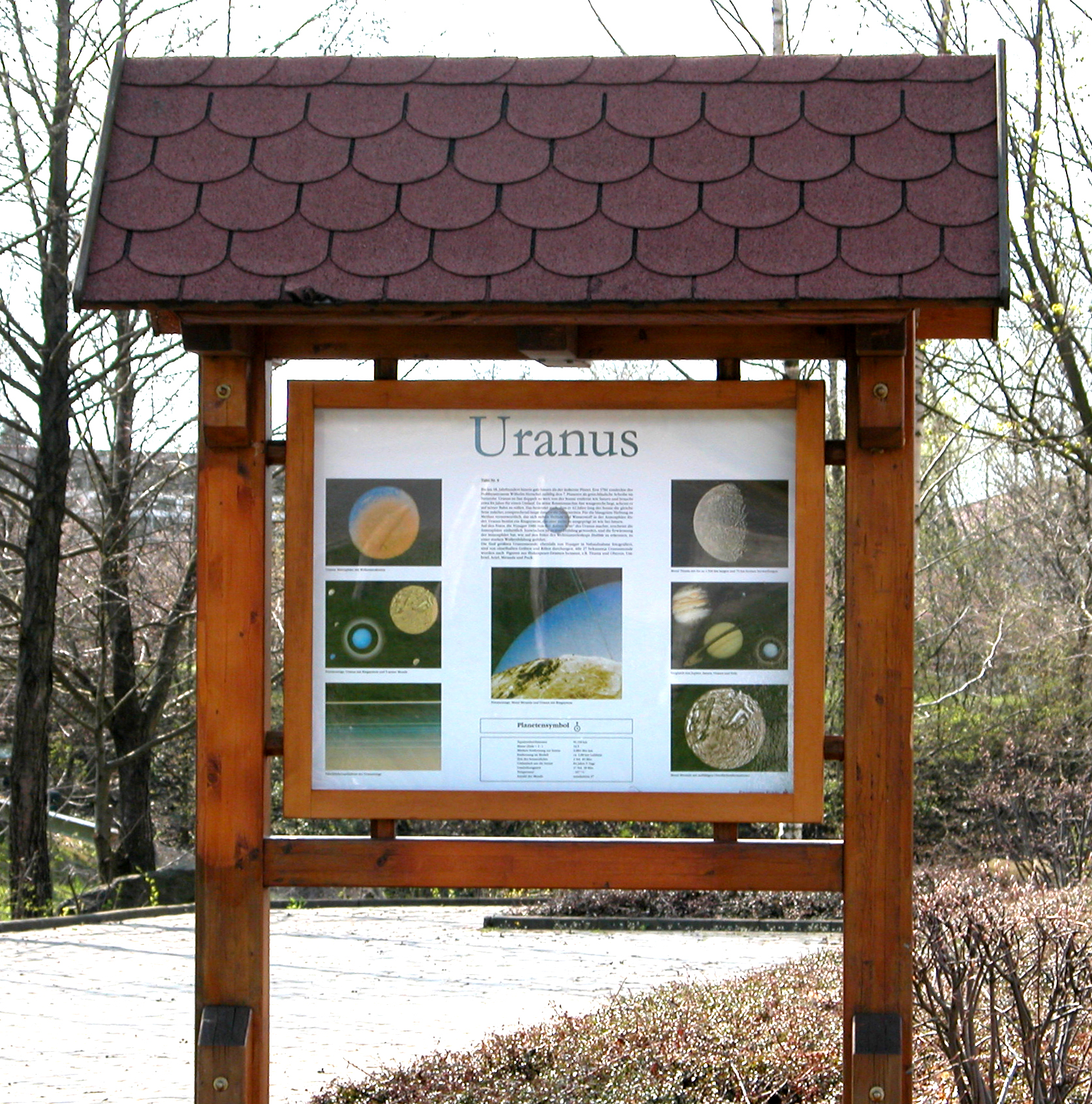
Uranustafel am Planetenwanderweg Neuhof–Kalbach

Für Sport- und Freizeitaktivitäten stehen in Neuhof u. a. zwei Stadien, fünf Sportplätze und sechs Turnhallen, vier Bolzplätze, zwei Tennisanlagen, eine Tennishalle/Squash, mehrere Kegelbahnen, ein Streetball- und Inlineskatingplatz sowie ein Grillplatz zur Verfügung. Größere Sportveranstaltungen finden in der Vier-Felder-Halle (62 × 27 m Nutzfläche) der Johannes-Kepler-Schule statt, die eine feste Sitztribüne für etwa 900 Zuschauer enthält. Weiterhin gibt es eine Sportschule für Selbstverteidigung, Kampfsport und Fitness. Neuhof ist Heimat des SV Neuhof, dessen Fußballabteilung in der Saison 2023/24 in der Verbandsliga Hessen spielt.
Eine touristische Attraktion ist der 1999 eröffnete Planetenwanderweg, ein naturwissenschaftlicher Lehrpfad, der von der Johannes-Kepler-Schule am Opperzer Berg ausgehend bis zum Kalbacher Ortsteil Eichenried führt.
Neuhof liegt außerdem am 240 Kilometer langen Rhein-Main-Kinzig-Radweg, der in Rüdesheim am Rhein beginnt und nach Tann (Rhön) führt.

### Regelmäßige Veranstaltungen
- Fastnachtsveranstaltungen und Rosenmontagszug im Februar bzw. März im Hauptort Neuhof sowie in den Ortsteilen Giesel, Hattenhof und Rommerz
- Heidelbeerfest im Ortsteil Giesel am zweiten Wochenende im August (Kirchenpatrozinium St. Laurentius am 10. August)
- Ökumenisches Pfarrfest der katholischen und evangelischen Kirchengemeinden im Gemeindezentrum im Gemeindeteil Neustadt Ende September (Kirchenpatrozinium St. Michael am 29. September)
- Kirmestanz auf dem Kirchplatz St. Michael im Gemeindeteil Opperz am Kirchweihsonntag, dem dritten Oktobersonntag, durch die Kirmesgesellschaft Neuhof[43]
- Weihnachtsmarkt im Schlosshof bzw. Gemeindezentrum im Gemeindeteil Neustadt am zweiten Adventswochenende

## Wirtschaft und Infrastruktur

### Funktion als Unterzentrum
Als Unterzentrum besitzt die Gemeinde Neuhof Mittelpunktfunktion für den südwestlichen Teil des Landkreises Fulda mit einem Einzugsbereich von rund 25.000 Einwohnern. Hier finden sich u. a. zehn Ärzte, zwei Tierärzte, zwei Apotheken, ein Seniorenpflege- und Betreuungszentrum, neun Kirchengebäude, eine Postagentur, ein Bahnhof, mehrere Lebensmittelmärkte, Banken, fünf Schulen, eine Zweigstelle der Volkshochschule des Landkreises Fulda, sechs Kindergärten, ein Gemeindezentrum, sieben Bürgerhäuser, drei Gemeindebüchereien, ein Polizeiposten, eine Straßenmeisterei, vier Revierförstereien (Betriebsbezirke des Forstamts Fulda) sowie mehrere Gasthäuser.
Die räumliche Nähe zum Oberzentrum Fulda hat neben anderen Faktoren allerdings auch mit dazu geführt, dass Neuhof in den letzten Jahrzehnten einige Unternehmen und öffentliche Einrichtungen verlor. Größere Unternehmen waren in der Vergangenheit die Rhöngold-Molkerei der Gebrüder Fricke, die Fleischwarenfabrik Josef Ruppel und der Holzhandel Reschop. Früher gab es in Neuhof außerdem noch zwei Forstämter, eine Zweigstelle des Amtsgerichts Fulda, ein Hallenfreibad („Allwetterbad“), ein Postamt und eine Niederlassung der Barmherzigen Schwestern mit Altenheim. Außerdem ging die Eigenständigkeit der Raiffeisenbank Neuhof eG verloren.

### Regionalforum Fulda Südwest

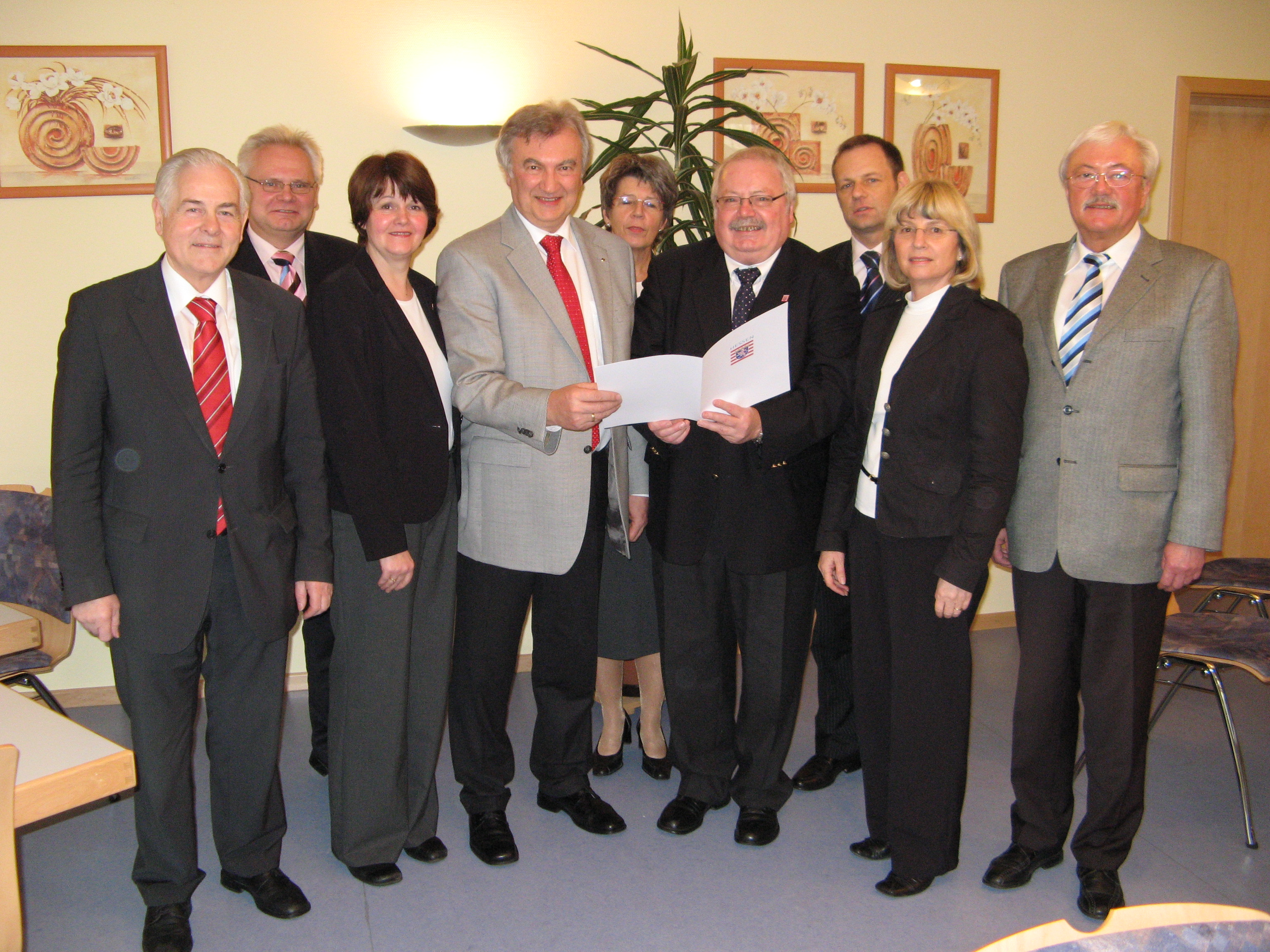
Die erste Anerkennungsurkunde der Leader-Region bei der Überreichung an den damaligen Vorsitzenden des Regionalforums und Bürgermeister Bruno Block durch Staatssekretär Karl-Winfried Seif am 17. Januar 2008 im Kreise der Bürgermeister der Mitgliedsgemeinden.

Zur Förderung der Regionalentwicklung hat sich Neuhof im Mai 1998 mit den Gemeinden Bad Salzschlirf, Eichenzell, Flieden, Großenlüder, Hosenfeld und Kalbach zum Regionalforum Fulda Südwest zusammengeschlossen und eine kommunale Arbeitsgemeinschaft gebildet. Seit der Umwandlung des Zusammenschlusses in einen Verein 2006 sind unter anderem die Kreishandwerkerschaft, der Kreisbauernverband und die Arbeitsgemeinschaft der Naturschutzverbände beigetreten. 2007 wurde das Regionalforum vom Land Hessen als Förderregion der Europäischen Union nach der sogenannten Gemeinschaftsinitiative LEADER zur Entwicklung der ländlichen Wirtschaft anerkannt und bekam in der Förderperiode 2008 bis 2013 1,6 Millionen Euro Fördermittel für verschiedene Maßnahmen.
Gegenwärtig bemühen sich die sieben Gemeinden um die Aufnahme in das EU-Programm für 2014 bis 2020 – und damit um zwei Millionen Euro Fördermittel. Diese sollen unter anderem der Bekämpfung von Ladenleerständen, der Förderung des Tourismus, der Lebensqualität, der regionalen Kultur, der Artenvielfalt in der Natur sowie von Existenzgründungen dienen.
Seit 2008 gehört das Regionalforum zum Verein Hessische Regionalforen (HRF) e. V.
In folgenden Bereichen führt die Kooperation der sieben Gemeinden zu Einsparungen oder Mehreinnahmen:
- ein gemeinsamer Jugendbetreuer
- Entwicklung von Radtourismus und Fremdenverkehr
- Museumsverbund
- Homepagepflege
- Studie Biomassenutzung
- Kulturwoche und kulturelle Veranstaltungen
- Tag der Regionen jedes Jahr im Herbst
- kostengünstigere Führerscheinausbildung für Feuerwehrleute
- Einführung Kosten- und Leistungsrechnung (Doppik)
- Abrufen von EU-Mitteln durch das Regionalforum als regionale Entwicklungsgruppe

### Kaliwerk Neuhof-Ellers

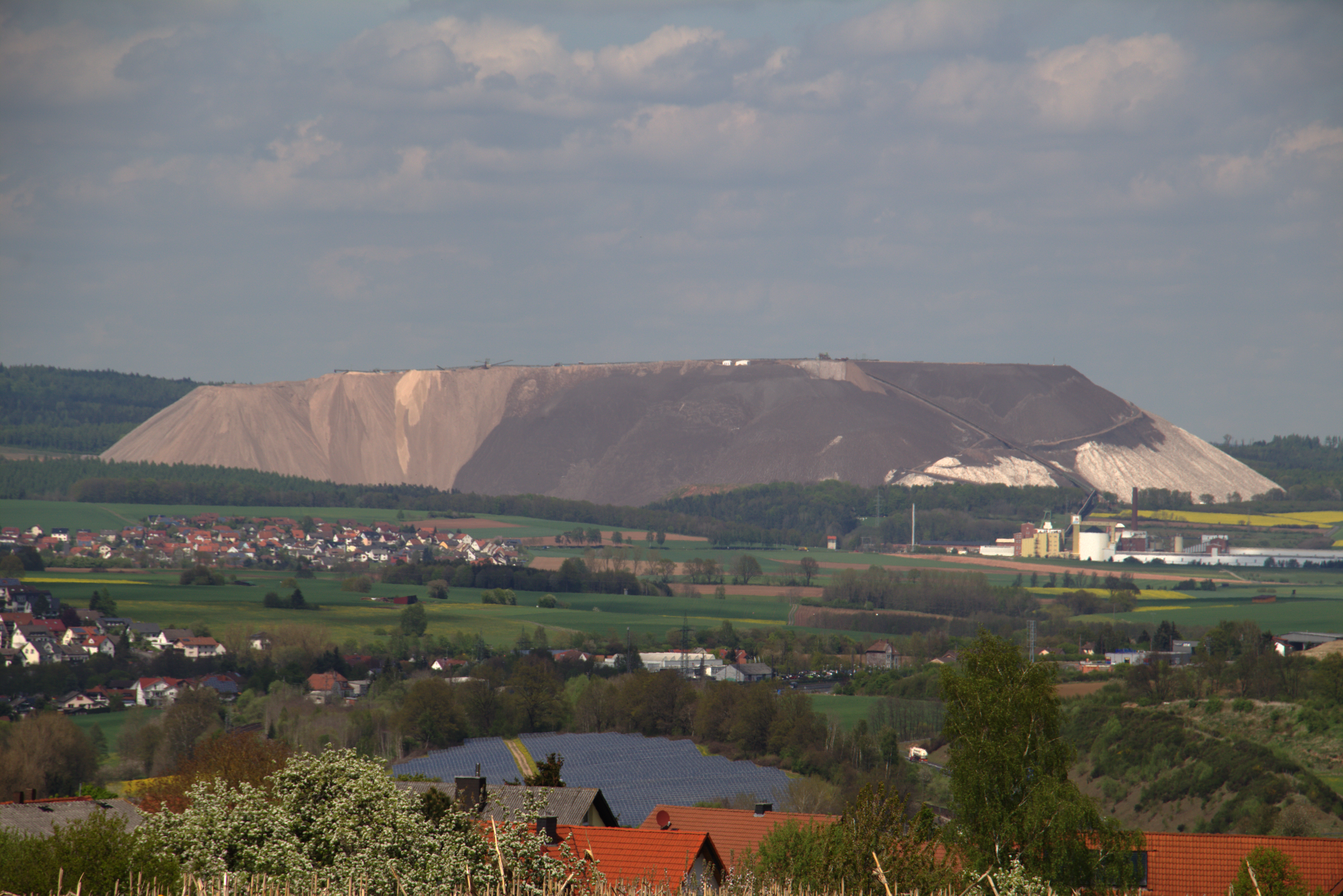
Der „Monte Kali“ über Neuhof ist weithin sichtbar.

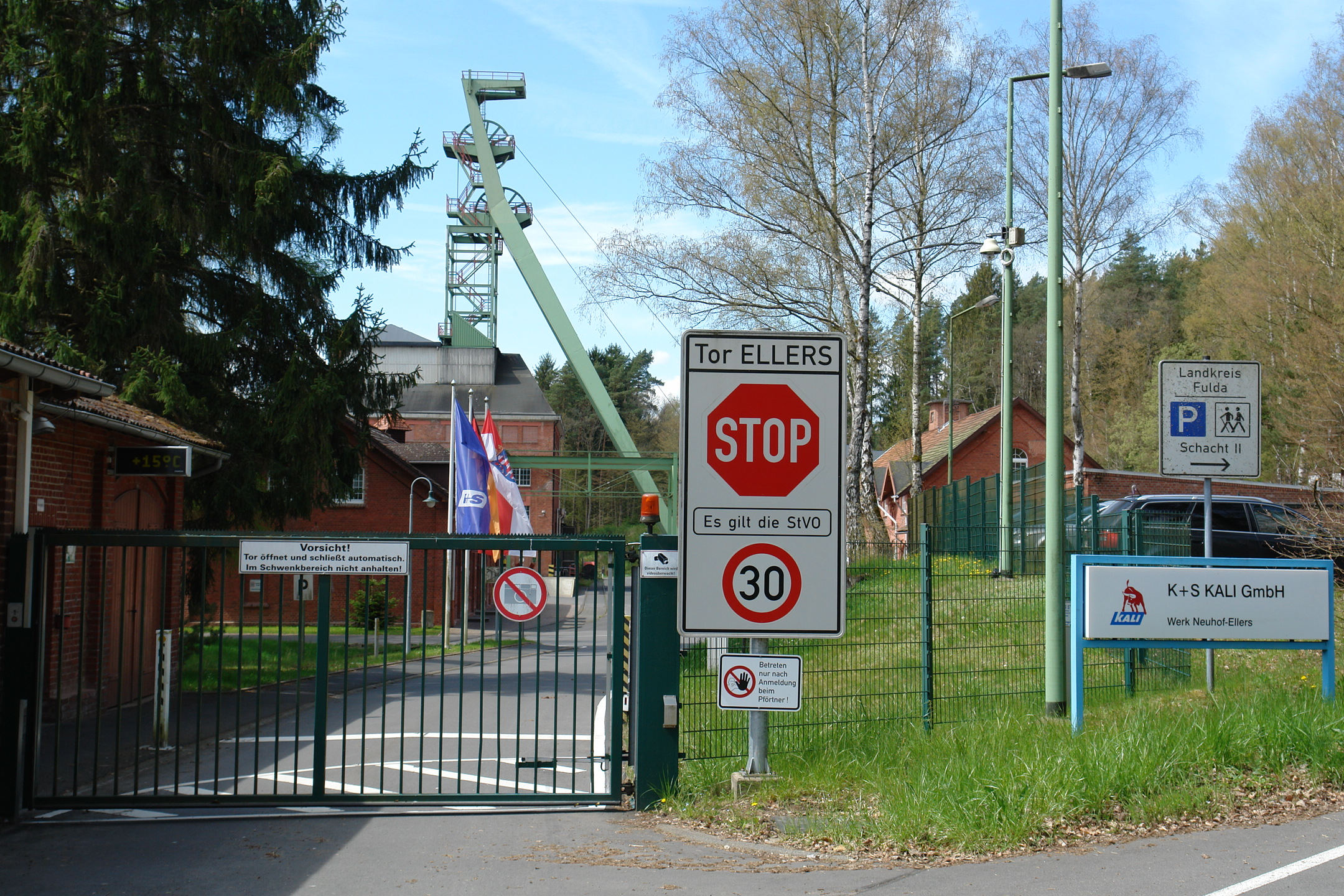
Schacht II im Werk Neuhof-Ellers der K + S AG

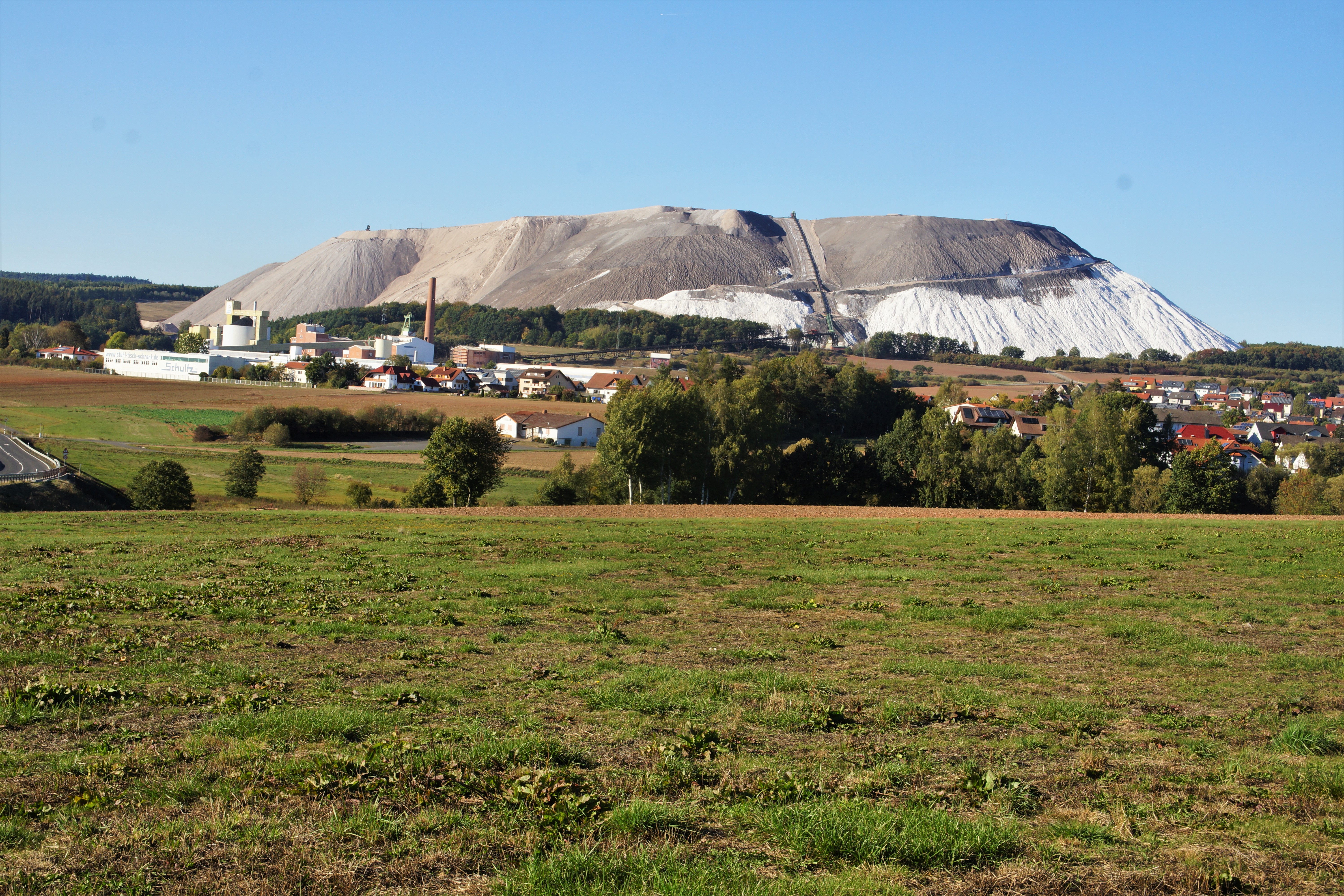
Kaliberg und Kaliwerk Neuhof

Neuhof ist die einzige Bergbaugemeinde im Landkreis Fulda. Im Kaliwerk Neuhof-Ellers wird von rund 750 Mitarbeitern Kalisalz abgebaut und zu Düngemitteln verarbeitet. Bei einer jährlichen Rohsalzförderung von fast vier Millionen Tonnen erzeugt Neuhof-Ellers rund 1,3 Millionen Tonnen Verkaufsprodukte. Das Werk ist damit der größte Industriebetrieb im südlichen Teil des Landkreises. Es gehört heute zur Kasseler K+S AG (früher Kali und Salz AG bzw. Wintershall AG).

#### Geschichte
Im Juni 1905 wurde die Kalibohrgesellschaft Neuhof (ab Dezember 1905 Gewerkschaft Neuhof) gegründet, die bis zum Juni 1909 den 557 Meter tiefen Förderschacht Neuhof niederbrachte. Im November 1906 waren bereits alle übertägigen Betriebsgebäude fertiggestellt. Seit Januar 1910 bestanden die beiden Gewerkschaften Neuhof und Ellers, die betriebswirtschaftlich eine Einheit bildeten. Im März 1912 begann das Abteufen des 552 Meter tiefen Schachtes Ellers, das aufgrund des Ersten Weltkrieges erst 1920 abgeschlossen werden konnte.
Ende Juni 1926 wurde das Bergwerk aufgrund der gesetzlich festgelegten Förderquoten im Deutschen Kalisyndikat stillgelegt, aber als Reservewerk durch die Wintershall AG betriebsfähig gehalten. Rückwirkend zum 1. Februar 1935 stellte die Wintershall AG dem Reichsfiskus Heer die Schächte Ellers und Neuhof sowie ab dem 1. April 1937 den größten Teil der Werksanlage und die Grubenbaue zur Verfügung. Das Bergwerk wurde zur Heeres-Nebenmunitionsanstalt der deutschen Wehrmacht umgebaut, die im September 1939 fertiggestellt war. Auf einer Fläche von 40.000 Quadratmetern wurden in beiden Schächten Munition und sonstiges Wehrmachtsgut gelagert. Noch im Juni 1944 lagerten in der Muna 14.000 Tonnen Pulver und Sprengstoff. Zu diesem Zeitpunkt liefen bereits Bestrebungen, die Schächte für die untertägige Verlagerung eines Rüstungsbetriebes zu nutzen.
Durch Verfügung des Rüstungsstabes vom 23. September 1944 hatte das OKH den Schacht Ellers an die Adlerwerke aus Frankfurt am Main für die Herstellung von Panzergetrieben abzutreten. Das Bauvorhaben mit dem Decknamen „Schakal“ stand unter der Leitung der Organisation Todt. Beim Ausbau der Grubenbaue mussten italienische Militärinternierte und sogenannte „Halbjuden“ als Zwangsarbeiter arbeiten. Durch einen Luftangriff auf den Bahnhof Neuhof und das Vorrücken amerikanischer Truppen kam der Ausbau Ende März 1945 zum Erliegen.
Aufgrund der militärischen Nutzung sollten die Schächte nach 1945 zunächst geflutet werden. Ab 1946 wurden die eingelagerten Munitionsbestände von der STEG geräumt. 1952 erfolgte die Rückgabe an die Wintershall AG, die aufgrund des Verlusts ihrer auf dem Gebiet der DDR gelegenen Kalibergwerke die Wiederinbetriebnahme des Bergwerks Neuhof beschloss. Nach Beseitigung der Kriegsschäden begann 1953 der Neuaufbau der Verarbeitungsanlage in Neuhof. Im Oktober 1954 nahm das Bergwerk seinen Betrieb wieder auf.

#### Monte Kali
Die Halde, im Volksmund auch „Monte Kali“ genannt, ist weithin sichtbar und damit prägender Landschaftsbestandteil und Landmarke. So tritt sie auf der Autobahn 66 vom Distelrasen ab der Anschlussstelle 49 Schlüchtern-Nord in Richtung Fulda ins Blickfeld und ebenso auf der ICE-Strecke Fulda–Würzburg bei der nördlichen Fliedetalbrücke. Mit einer Höhe von 200 Metern bis auf 500 m ü. NHN aufragend besteht sie aus etwa 125 Millionen Tonnen Steinsalz, Anhydrit, Ton, anderen Mineralen und Wasser. Jährlich werden etwa 2,4 Millionen Tonnen neu aufgeschüttet. Die Gesamtfläche der Halde beträgt zurzeit etwa 90 Hektar. Das Kaliwerk ist mit einem Gleisanschluss über den Güterbahnhof Neuhof an die Bahnstrecke Frankfurt–Göttingen und über die Anschlussstelle Neuhof-Süd (51) der Autobahn 66 (und die seit 2015 fertiggestellten Westspange) an das überörtliche Straßennetz angebunden.
Haldenkreuz
Am 27. Oktober 1995 erhielt die Neuhofer Kalihalde ein besonderes Wahrzeichen. Auf Initiative des seinerzeitigen Bürgermeisters Martin Hohmann wurde von Holzbau Quinkler aus Nüsttal-Haselstein ein hölzernes, neun Meter hohes Kreuz errichtet. Es wurde mit Glühbirnen ausgestattet und leuchtet seitdem nachts weithin sichtbar. Das Haldenkreuz ist sowohl in religiöser wie gesellschaftlicher Sicht ein Wegweiser oder Orientierungspunkt für viele Menschen in der Region Fulda und für Menschen, die mit ihren Autos oder im ICE an der Halde vorbeifahren, geworden. Die kirchliche Segnung erfolgte 1995 durch den damaligen Generalvikar der Diözese Fulda, Ludwig Schick, den späteren Erzbischof von Bamberg, sowie den Ortspfarrern Bernhard Axt (katholisch) und Manfred Knieper (evangelisch).

### Gewerbegebiet Neuhof-Nord
In der Gemarkung Neuhof-Dorfborn befindet sich das Gewerbegebiet Neuhof-Nord. In dem Gewerbegebiet haben sich mehrere größere und verkehrsintensive Betriebe angesiedelt: u. a. der Deutsche-Paket-Dienst (DPD), die Spedition D&S, Fronius International, die Tyroo GmbH (ehem. Reifen Krieg), die MIDAS Pool-Zubehör und Fontänentechnik und die Leinweber Landtechnik GmbH & Co. KG. Das Gewerbegebiet besitzt keinen Gleisanschluss.
| Standort:                           | Neuhof-Dorfborn         |
| Gesamtfläche (geplanter Endausbau): | etwa 40 ha              |
| derzeit erschlossen:                | etwa 8 ha               |
| derzeit vorhandene freie Flächen:   | etwa 3.600 bis 6.500 m² |

Verkehrsanbindung
- Autobahn 66: Die Autobahnanschlussstelle Neuhof-Nord (52) führt direkt zum Gewerbegebiet
- Autobahn 7: 7 Kilometer Entfernung; über die A 66 und das Dreieck Fulda erreichbar
- Regionaler Bahnhof Neuhof (Kr Fulda): 3 Kilometer Entfernung
- ICE-Bahnhof Fulda: 12 Kilometer Entfernung
- Flughafen Frankfurt Main: 98 Kilometer Entfernung

### Verkehr

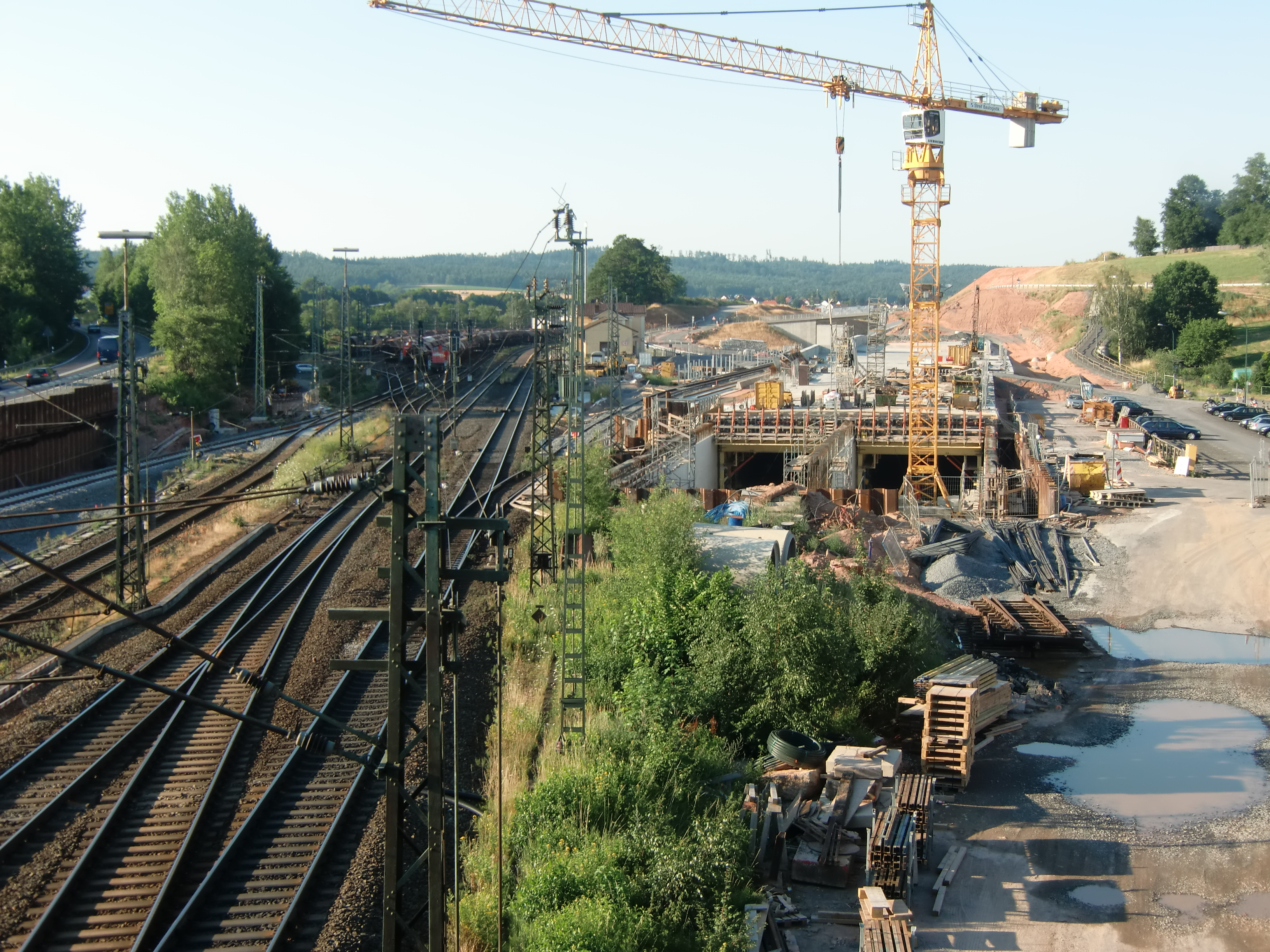
Die Baustellen von Bahn und Autobahn A 66 in Neuhof

#### Fernstraßen
- Autobahn 66: Wiesbaden–Frankfurt am Main–Hanau–Neuhof–Dreieck Fulda (Verbindung zur Autobahn 7)

Zwischen den beiden Anschlussstellen Neuhof-Süd (51) und Neuhof-Nord (52) führt der 1,6 Kilometer lange, zweiröhrige Tunnel Neuhof durch die Ortslage von Neuhof (parallel zur Bahntrasse zwischen den Gemeindeteilen Neustadt und Opperz). Dabei handelt es sich um eine sogenannte Einhausung, die nicht bergmännisch gegraben, sondern in offener Bauweise in einer Schneise errichtet und anschließend komplett mit Erde bedeckt wurde. Die Freigabe des Tunnels erfolgte am 13. September 2014 nach knapp neunjähriger Bauzeit.
- ehemalige Bundesstraße 40: Saarbrücken–Neuhof–Fulda

Bis zum Lückenschluss der Autobahn 66 wurde der Verkehr über das restliche Teilstück der ehemaligen Bundesstraße 40 zwischen Neuhof-Süd (51) und Neuhof-Nord (52) geführt. Dieser Streckenabschnitt wurde bis 2017 zurückgebaut und renaturiert. Nahe der Autobahn-Anschlussstelle Neuhof-Nord soll nach Planungen der Gemeindevertretung Neuhof auf der ehemaligen B 40 ein Pendlerparkplatz mit gut 100 Stellplätzen entstehen. Der Zugang wird demnach über die erste Ausfahrt am Dorfborner Kreisverkehr von Neuhof kommend erfolgen, die zurzeit noch für den nichtlandwirtschaftlichen Verkehr gesperrt ist. Die für den Parkplatz vorgesehene Fläche soll frühestens Ende 2018 verfügbar sein.
Auf der Strecke zwischen den ehemaligen B-40-Anschlussstellen Neuhof-Nord und Fulda-Süd, die auf einem künstlichen Damm durch das Überflutungsgebiet der Fliede führt, soll nach anderen Überlegungen der Gemeindevertretung Neuhof in Zukunft ein Rad- und Fußweg (unter anderem der Hessische Radfernweg R3) entlangführen.

#### Eisenbahn
Bahnstrecke Frankfurt–Göttingen
Durch Neuhof führt die Bahnstrecke Frankfurt–Göttingen, von Frankfurt am Main kommend über Hanau, Fulda, Bebra nach Göttingen.
Eine Grubenanschlussbahn (Gleisanschluss) besteht zum Kalibergwerk Neuhof-Ellers, der K+S AG, dem größten Industriebetrieb im Südkreis Fulda.
Der Bahnhof Neuhof (Kr Fulda) im Gemeindeteil Opperz an der Bahnstrecke Frankfurt–Göttingen besteht seit 1868. Die Teilstrecke Fulda–Neuhof wurde am 1. Juli 1868 in Betrieb genommen und die Teilstrecke Neuhof–Steinau an der Straße schließlich am 15. Dezember 1868 eröffnet. Heute wird der Bahnhof Neuhof (Kr Fulda) im Stundentakt mit Regionalexpresszügen (RE) nach Fulda und Frankfurt am Main bedient.
Die Deutsche Bahn AG hat im Zusammenhang mit dem Autobahnbau ihre Trasse in der Ortslage von Neuhof ausgebaut und den früheren S-förmigen Bogen begradigt, damit die ICE-Züge mit Tempo 160 durch Neuhof fahren können. Seit Abschluss der Trassenverlegung 2011 steht das Bahnhofsgebäude zwischen den Gleisen. Das Gleis für die Regionalzüge nach Frankfurt am Main befindet sich auf der alten Trasse auf der – von Süden aus gesehen – linken Seite des Bahnhofsgebäudes, während ICE- und Regionalzüge nach Fulda die neue Trasse auf der rechten Seite des Bahnhofsgebäudes nutzen.
Fußgänger aus dem Neuhofer Ortskern gelangen seit dem 20. November 2015 durch eine Unterführung direkt zum Bahnhof – ohne den früheren zehnminütigen Umweg über die Zollwegbrücke.

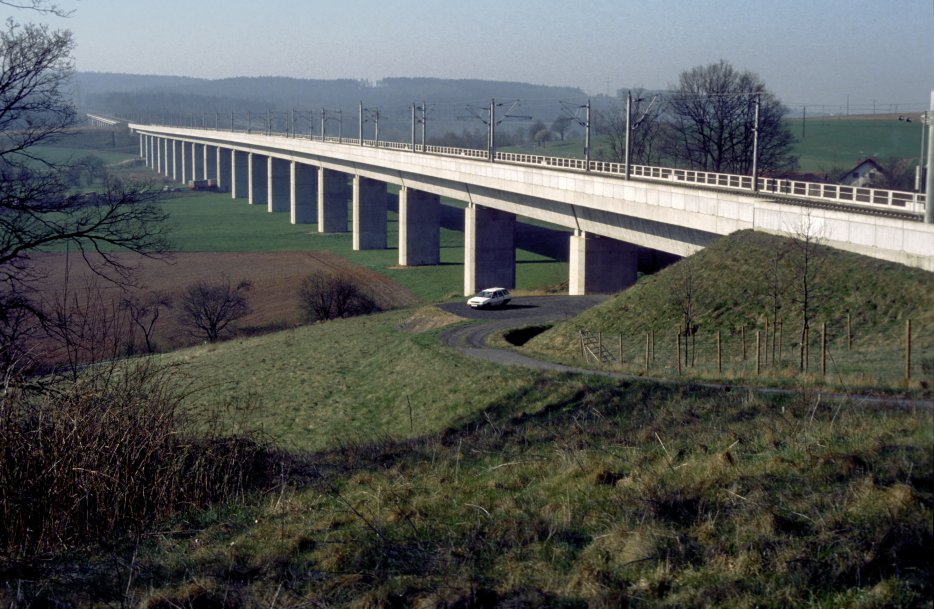
Die beiden Fliedetalbrücken südlich von Fulda. Auf die im Vordergrund zu sehende nördliche Fliedetalbrücke folgt nach einer kurzen Erhebung die südliche Fliedetalbrücke.

Die Schnellfahrstrecke Hannover–Würzburg durchquert das Gemeindegebiet Neuhof. Die südliche Fliedetalbrücke überspannt die Bahnstrecke Frankfurt–Göttingen und die A 66. Das Bauwerk liegt nordwestlich des Ortsteils Hattenhof. Die Trasse verläuft auf den Brücken gerade. Die nördliche Fliedetalbrücke, welche die K 100 und die Fliede überführt, geht beim Nüchtershof in das Gemeindegebiet der Gemeinde Eichenzell über. Zwischen beiden Brücken liegt eine kleine Erhebung mitten im Fliedetal. Zwischen der nördlichen und der südlichen Fliedetalbrücke wurde eine Erddeponie mit Aushubmaterial des Sulzhoftunnels angelegt. Diese ist inzwischen von der Natur mit Fauna und Flora des Fliedetals wieder überwachsen.
Der nächstgelegene ICE-Anschluss befindet sich in Fulda (14 Kilometer Entfernung).

#### Buslinien/ÖPNV
Neuhof bietet mehrere Haltepunkte und Umsteigemöglichkeiten der Lokalen Nahverkehrsgesellschaft Fulda (LNG Fulda) mbH in benachbarte Ortschaften (Linien 50 bis 54) im Rahmen der Rhein-Main-Verkehrsverbund GmbH (RMV) und des öffentlichen Personennahverkehrs (ÖPNV).

### Bildung
Grundschulen
- Schlossschule im Gemeindeteil Neustadt
- Grundschule am Rippberg in Hattenhof
- Monte-Kali-Schule in Rommerz

Kooperative Gesamtschule mit Förderstufe
- Johannes-Kepler-Schule am Opperzer Berg – Hauptschule, Realschule und gymnasialer Zweig (Sekundarstufe I)

Förderschule mit Beratungszentrum
- Albert-Schweitzer-Schule im Gemeindeteil Neustadt

Volkshochschule
- Zweigstelle der Volkshochschule des Landkreises Fulda

## Persönlichkeiten

### Söhne und Töchter der Gemeinde
- Ignaz Wilhelm (1793–?), Jurist, Mitglied der kurhessischen Ständeversammlung und des Vorparlaments
- Caspar Enders (1797–1875), Gast- und Landwirt, Mitglied der Landstände des Großherzogtums Hessen
- Ludwig Löber (1811–1865), Landwirt und Mitglied der Kurhessischen Ständeversammlung
- Henry Schnell (1821–1900), Gründer der Gemeinde Schnellville, Indiana (USA), wurde in Giesel als Heinrich Schnell geboren
- Franz Rang (1831–1893), 1862–1893 Oberbürgermeister von Fulda, 1867–1871 Mitglied des Reichstags des Norddeutschen Bundes
- Karl Kleinhans (1836–1911), preußischer Generalleutnant
- Friedrich Koch (1838–1897), römisch-katholischer Geistlicher und Mitglied des Preußischen Abgeordnetenhauses
- Wilhelm Diegelmann (1861–1934), Schauspieler
- Karl Hillenbrand (1881–1954), Gewerkschaftsfunktionär und Politiker
- Aloys Ruppel (1882–1977), Historiker und Gutenbergforscher, Direktor der Stadtbibliothek, des Stadtarchivs und des Gutenberg-Museums in Mainz, Ehrenbürger der Gemeinde Neuhof und der Stadt Mainz (1957)
- Augustin Klüh (1907–1980), Direktor bei der Wintershall AG, wirkte entscheidend am Aufbau der deutschen Erdölindustrie nach dem Zweiten Weltkrieg mit; ein großes Anliegen war ihm der Aufbau der katholischen Diaspora in Niedersachsen; Gründer und Förderer des Sportvereins 1910 e. V. Neuhof
- Hans Ballmaier (1909–1958), preußischer Regierungsrat und Landrat, Mitglied der NSDAP und Stadtrat von Marburg
- Josef Albinger (1911–1995), Pfarrer der katholischen Pfarrgemeinde St. Georg in Poppenhausen, wurde wegen Verlesens einer Predigt Kardinal von Galens in das Konzentrationslager Dachau verschleppt, Ehrenbürger der Gemeinde Poppenhausen
- Richard Möller (1927–2020), Politiker, ehemaliges Mitglied des Hessischen Landtags (CDU)
- Winfried Heurich (* 1940), Chorleiter, Organist und Komponist
- Martin Hohmann (* 1948), Jurist und Politiker, ehemaliges Mitglied des Deutschen Bundestages (AfD, früher CDU) und ehemaliger Bürgermeister der Gemeinde Neuhof
- Bruno Block (1949–2021), Politiker, ehemaliger Bürgermeister der Gemeinde Hosenfeld (Freie Wähler)
- Rochus Hahn (* 1960), Comedy- und Drehbuchautor
- Gabor Steingart (* 1962), Journalist, Buchautor und Medienunternehmer
- Kristin Gesang (* 1974), Moderatorin des Regionalmagazins Hessenschau und Reporterin im Fernsehprogramm des Hessischen Rundfunks

### Persönlichkeiten, die vor Ort gewirkt haben
- August Rosterg (1870–1945), Industrieller, Generaldirektor der Wintershall AG
- Emil Sauer, Bergwerksbesitzer aus Berlin, Gründer der „Kaligewerkschaft Hedwigsburg Neuhof“ 1905
- Christoph Kalb (1895–1980), Hauptlehrer und Kantor in Giesel, Landschaftsmaler
- Josef Burg (1909–1999), israelischer Politiker und Rabbiner, war um 1930 auf dem als Kibbuz genutzten Gehringshof in der Gemarkung von Hattenhof tätig
- Werner Jacobs (1913–2007), katholischer Priester, 1941–1944 Kaplan der katholischen Pfarrgemeinde St. Michael in Neuhof, später Professor für Philosophie an der Philosophisch-Theologischen Hochschule Fulda
- Josef Mönninger (1919–2017), katholischer Priester, Domkapitular i. R., 1960–1966 Pfarrer der katholischen Pfarrgemeinde St. Laurentius in Giesel
- Erwin Sturm (1927–2016), katholischer Priester, Heimatforscher und Buchautor, 1963–2005 Pfarrer der katholischen Pfarrgemeinde Mariä Himmelfahrt in Rommerz
- Anton Schütz (1930–2012), katholischer Priester, Domkapitular i. R., 1957–1959 Kaplan der katholischen Pfarrgemeinde St. Michael in Neuhof
- Josef Klik (1935–2020), ehemaliger deutscher Leichtathletik-Meister, Lehrer an der Wernher-von-Braun-Schule (seit 2015 Johannes-Kepler-Schule)
- Ludwig Schick (* 1949), katholischer Priester, 1974–1977 Kaplan der katholischen Pfarrgemeinde St. Michael in Neuhof, später Professor für Kirchenrecht an der Theologischen Fakultät Fulda und Weihbischof in Fulda, 2002–2022 Erzbischof von Bamberg